# Lara Gillespie
Lara Gillespie (Carlow, 21 de abril de 2001) es una deportista irlandesa que compite en ciclismo en las modalidades de pista y ruta.
Ganó una medalla de bronce en el Campeonato Mundial de Ciclismo en Pista de 2024 y una medalla de oro en el Campeonato Europeo de Ciclismo en Pista de 2025.

## Medallero internacional
| Campeonato Mundial | Campeonato Mundial       | Campeonato Mundial | Campeonato Mundial |
| Año                | Lugar                    | Medalla            | Competición        |
| ------------------ | ------------------------ | ------------------ | ------------------ |
| 2024               | Ballerup (Dinamarca)     | Medalla de bronce  | Puntuación         |
| Campeonato Europeo |                          |                    |                    |
| Año                | Lugar                    | Medalla            | Competición        |
| 2025               | Heusden-Zolder (Bélgica) | Medalla de oro     | Eliminación        |